# Драпатий Михайло Васильович
Миха́йло Васи́льович Драпа́тий — український військовослужбовець, генерал-майор, Командувач об'єднаних сил ЗСУ (2025).
Колишній командувач Сухопутних військ ЗСУ (2024—2025), командувач ОТУ «Луганськ» (вересень — листопад 2024), командувач ОТУ «Харків» (травень — вересень 2024), заступник начальника Генштабу з підготовки військових (лютий — листопад 2024[джерело?]), командувач ОУВ «Херсон» (2022—2024), командир 58-ї окремої мотопіхотної бригади (2016—2019).
Кавалер Хреста бойових заслуг, повний лицар ордена Богдана Хмельницького.

## Життєпис

### Ранні роки життя
Народився 21 листопада 1982 року в Кам'янці-Подільському Хмельницької області. Після закінчення середньої школи став курсантом Харківського інституту танкових військ. Після навчання, 2004 року, лейтенант Драпатий почав службу в 72-й окремій механізованій бригаді.

### Війна на сході України
В 2014 році, коли почалась російська збройна агресія проти України, майор Драпатий був командиром 2-го механізованого батальйону 72-ї окремої механізованої бригади (в/ч А2167, Біла Церква). Вже в середині квітня 2014-го 72 ОМБр у повному складі перебувала на Сході України й була готова до виконання бойових завдань.
Підрозділи 2-го батальйону бригади були розташовані довкола міста Маріуполь. 9 травня озброєні терористи здійснили спробу захоплення міського управління міліції. 2-му батальйону 72 ОМБр було віддано бойовий наказ зайти у місто на бронетехніці для посилення підрозділів, які відбивали штурм терористів, і звільнити заручників. Командував операцією командир батальйону майор Михайло Драпатий. Ситуація ускладнювалась тим, що провокатори підбурили проросійськи налаштованих місцевих мешканців на протидію, по вулицях міста було встановлено барикади. Одна з таких барикад перегородила шлях, коли колона з чотирьох машин вже поверталась після виконання завдання на виїзд з міста. У першій головній БМП прямував командир батальйону майор Драпатий. Коли БМП «перелітає» через барикаду, демонстрували телеканали всього світу. За БМП командира через розбиту барикаду проїхали й інші. Тоді, у 72-й бригаді з'явилися перші поранені — молодший сержант Юрій Лінкевич та солдат Олександр Галич. Після подій у Маріуполі терористи почали називати з'єднання «чорна бригада».[джерело?]
7 червня 1-й і 2-й батальйони 72-ї бригади вирушили в рейд вздовж кордону з РФ, взяли під контроль прикордонну зону біля населених пунктів Амвросіївка, Зеленопілля, Маринівка, Довжанський, утримували Савур-Могилу, Червонопартизанськ (пункт контролю). Їх завданням було дійти до кордону та відрізати терористів від логістичного забезпечення з Росії. Тоді на підтримку терористичних угруповань почались обстріли українських підрозділів з російської території з РСЗВ «Град» та «Ураган». Підрозділи 72, 79, 24 бригад та прикордонники опинилися у вогневому кільці, — відповідати на обстріли з російської території вони не могли, з іншого боку вогонь вели проросійські терористи, прикриваючись населеними пунктами.
«Були дні, коли нас по 7 годин безперервно розстрілювали з усіх видів артилерії та мінометів. Сили були нерівні, допомога не підходила, боєприпаси закінчувались, техніка майже вся була виведена з ладу. І тоді підрозділи пішли на прорив, вийти змогли не всі, а ті, хто прорвався, дійсно стали героями», — згадує Михайло Драпатий.
Драпатий взяв відповідальність за виведення підрозділів з району Ізвариного та Червонопартизанська, він очолював ударну групу 72-ї бригади. 4 серпня колона дісталася Зеленопілля, де перебували 79 ОАеМБр та 24 ОМБр. Разом із ними вночі проти 7 серпня бійці 72 ОМБр здійснили другий, вирішальний етап прориву, вийшовши з «Ізваринського котла» до головних сил. З оточення вийшли 260 бійців 2-го батальйону 72-ї бригади з понад 30 одиницями техніки, під час триденного прориву комбат втратив одного бійця — загинув солдат Сергій Волнухін. «Прорив здійснено організовано, в найскладніших умовах — по суцільних мінних полях, під безперервними ударами російської артилерії, знищуючи засідки російських найманців. Герої не просто врятували свої життя — вони зберегли велику кількість дорогої бойової техніки» — написав про цю подію журналіст Юрій Бутусов.
Після відпочинку, доукомплектування та відновлення боєздатності батальйон Драпатого повернувся в зону бойових дій у район Волновахи, а Михайла Васильовича відправили на навчання в Національний університет оборони України, йому було присвоєне звання підполковника. Втім, він згодом перевівся на заочну форму навчання і повернувся в зону АТО — у складі 30-ї окремої механізованої бригади (Новоград-Волинський), де до кінця літа 2016 року служив на посаді начальника штабу — першого заступника командира бригади.
У серпні 2016 року призначений командиром 58-ї окремої мотопіхотної бригади (Конотоп), яка на той час виконувала завдання в Авдіївці та Ясинуватському районі Донецької області.
Восени 2016 року Слідчий комітет РФ відкрив справу проти Драпатого.
У червні 2017 року закінчив навчання в Національному університеті оборони України з дипломом магістра. З липня 2017 року командував 58 ОМПБр в районі Бахмутської траси.
У квітні 2019 року отримав звання полковника. У серпні 2019 року передав 58-му бригаду іншому командиру та розпочав дворічне навчання слухачем Національного університету оборони України імені Івана Черняховського.

### Російське вторгнення в Україну 2022 року
На початок російського повномасштабного вторгнення — заступник командувача Об'єднаних сил ЗСУ з підготовки військ.
17 березня 2022 призначений заступником командувача військ ОК «Південь» та командувачем УВ «Південь» (з 15 червня — ОУВ «Каховка»), зусиллями військ якого було зупинено наступ російських окупантів на Кривий Ріг. 30 вересня 2022 року ОУВ «Каховка» переформатовано на ОУВ «Кривий Ріг», яке увійшло до складу ОСУВ «Херсон», створеного для деокупації міста. Відомий як один із командирів, що керували звільненням правобережжя Херсонщини у 2022 році.
Після переформатування ОСУВ «Херсон», командував новоствореним ОУВ «Херсон» у складі ОСУВ «Одеса».
У лютому 2024 року призначений заступником начальника Генштабу з підготовки військових.
У травні 2024 року, після початку нового наступу ЗС РФ на Харківщину і створення загрози Вовчанську, очолив ОТУ «Харків», замінивши на цій посаді Юрія Галушкіна. При цьому Драпатий також залишався на посаді заступника начальника Генерального штабу Збройних Сил України.
У вересні 2024 очолив ОТУ «Луганськ», зона відповідальності якого простягається від Білогорівки Луганської області до Нью-Йорка Донецької області.
29 листопада 2024 року призначений командувачем Сухопутних військ ЗСУ.
26 січня 2025 року Драпатого призначили керувати оперативно-стратегічним угрупованням військ «Хортиця».
1 червня 2025 року Драпатий подав у відставку через російський удар по полігону в Сумській області, де розташовувався навчальний підрозділ Сухопутних військ ЗСУ. 3 червня його було звільнено з посади та призначено на посаду Командувача об'єднаних сил ЗСУ.

## Військові звання
- полковник (квітень 2019)[9]
- бригадний генерал (6 грудня 2021)[29]
- генерал-майор (5 жовтня 2024)[30][31][18]

## Відзнаки, нагороди та визнання

### Нагороди
- Хрест бойових заслуг (27 липня 2022) — за визначні особисті заслуги у захисті державного суверенітету та територіальної цілісності України, самовіддане служіння Українському народу, вірність військовій присязі.[32]
- Орден Богдана Хмельницького I ст. (21.07.2022) — нагороджений Указом Президента України № 523/2022, за особисту мужність і самовіддані дії, виявлені у захисті державного суверенітету та територіальної цілісності України, вірність військовій присязі.[33]
- Орден Богдана Хмельницького II ст. (15.03.2018) — нагороджений Указом Президента України № 67/2018, за особисту мужність і високий професіоналізм, виявлені у захисті державного суверенітету та територіальної цілісності України, вірність військовій присязі.[34]
- Орден Богдана Хмельницького III ст. (22.08.2016) — нагороджений Указом Президента України № 339/2016, за особистий внесок у зміцнення обороноздатності Української держави, мужність, самовідданість і високий професіоналізм, виявлені під час бойових дій та при виконанні службових обов'язків.[35]
- Недержавна відзнака Орден «Народний Герой України» (наказ № 14, 26.03.2016).[36][37]
- Відомча заохочувальна відзнака Міністерства оборони України «Вогнепальна зброя», вручена 25.11.2017 Міністром оборони України, під час його поїздки в зону АТО.[38]

### Визнання
- Звання «Почесний громадянин Херсону» (2024)[39][40]

### Інтерв'ю
- Інна Малевич, «Ми впевнені, що переможемо і Донбас звільнимо» [Архівовано 11 жовтня 2017 у Wayback Machine.] // «Народна армія», 21 січня 2015.